# Puget Sound AVA
Puget Sound AVA er et American Viticultural Area i staten Washington i USA. Det er det eneste AVA, der ligger vest for Cascade Mountains. 
AVA'et, der blev godkendt i 1995, omfatter hele området omkring Puget Sound fra den canadiske grænse i nord til syd for byen Olympia i den sydlige ende af sundet. Området har et lidt køligt og forholdsvis fugtigt klima med mellem 400 og 1500 mm regn om året. Hovedparten af nedbøren falder om vinteren. Vintrene er dog milde, og temperaturen kommer kun sjældent under frysepunktet. Omkring 30 hektar er tilplantet med druer. 
Der har været dyrket vin i området siden 1872, hvor man forsøgte sig med vitis labrusca druer (amerikanske druer – i modsætning til de europæiske sorter, vitis vinifera). Druesorterne, der dyrkes i dag, er typisk europæiske sorter, der passer til det kølige klima, Madeleine Angevine, Madeleine Sylvaner, Müller-Thurgau og Siegerrebe. På det seneste har man også forsøgt med Pinot Noir og Pinot Gris i området. De vine, der produceres på lokale vine har generelt forholdsvis lavt alkoholindhold, kun omkring 10 – 11 %. 
Der ligger adskillige vingårde og vinproducenter i området, men de fleste af disse henter hovedparten af deres druer fra vinmarker i andre AVA'er i den østlige del af staten. Nogle vinproducenter laver dog også vin på de lokale druesorter, og en enkelt producent, Bainbridge Island Winery and Vineyards nær Seattle anvender udelukkende lokale druer i sin produktion som udelukkende består af "rene" vine, der blandre omfatter en Late Harvest Siegerrebe, som minder en del om sauterne. Kun to producenter, ovennævnte og Black Diamond Winery producerer rødvin på lokale druer, og kun tre vine i alt på henholdsvis pinot noir og syrah. 
De fleste vinproducenter ligger omkring byerne Seattle og Woodinville nord for Seattle. 

## Eksterne referencer
- Puget Sounds Wine Growers Association
- Om AVA'et fra Appellation America.com